# Jällsjö (naturreservat)
Jällsjö är ett naturreservat i Varbergs kommun i Hallands län.
Reservatet som ligger öster om byn Jällsjö består av äldre bokskog. och ligger nära reservatet Åkulla bokskogar.